# Míša (maskot)

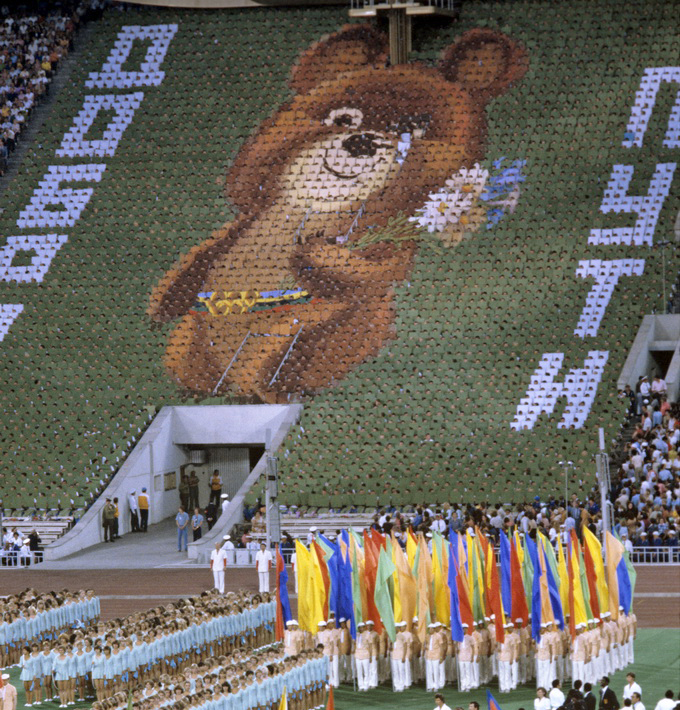
Míša při závěrečném ceremoniálu OH 1980

Míša byl maskot Letních olympijských her 1980 v Moskvě. Medvěd hnědý zvaný Míša (domácká podoba jména Michail) bývá v ruských pohádkách často symbolem síly, proto byl vybrán jako reprezentant moskevské olympiády. V konkursu zvítězil návrh ilustrátora Viktora Čižikova, ale definitivní podoba maskota vznikala více než půl roku (bylo například nutné opatřit medvěda olympijskou symbolikou: nakonec mu Čižikov namaloval kolem břicha pás z pěti barevných pruhů se zlatou sponou ve tvaru olympijských kruhů). Oficiálně byl Míša přijat jako maskot 19. prosince 1977, poté, co ho schválil Ústřední výbor Komunistické strany Sovětského svazu.
Míša byl vyobrazen na plakátech a poštovních známkách, v obchodech se suvenýry se prodávali maskoti různých velikostí a z různých materiálů. Vznikly také kreslené filmy s Míšou, jeden také v Japonsku (i když Japonci nakonec hry bojkotovali kvůli sovětské okupaci Afghánistánu). O Míšovi se zpívalo i v oficiální písni her „До свиданья, Москва“ Při závěrečném ceremoniálu olympiády 3. srpna 1980 na stadionu Lužniki vytvořilo na hlavní tribuně téměř pět tisíc vojáků z různobarevných desek, které drželi nad hlavou, obraz Míši s nápisem „Šťastnou cestu“. Po uhašení olympijského ohně Míšovi stékaly z očí slzy, vytvořené synchronizovaným převracením desek. Poté byla vypuštěna šestimetrová figurína Míši plněná héliem, která se vznesla nad stadion. Nafukovací Míša přistál na Vrabčích horách, sovětské úřady odmítly nabídky západních sběratelů na jeho odkoupení a umístily ho v pavilonu Výstavy úspěchů národního hospodářství. Později skončil v depozitáři, kde ho sežraly krysy.
Čižikov protestoval proti přijetí ledního medvěda za jednoho z maskotů zimní olympiády 2014 v Soči a označil ho za plagiát svého Míši z roku 1980.